# 麦迪逊·梅利
麦迪逊·梅利（英語：Madison Mailey，1996年10月22日—），加拿大女子赛艇运动员。她曾代表加拿大参加2020年夏季奥林匹克运动会赛艇比赛，获得女子八人单桨有舵手金牌。